# NWA United States Tag Team Championship
Los NWA United States Tag Team Championship (Campeonatos de los Estados Unidos en Parejas de la NWA, en español) es un campeonato secundario en Parejas de lucha libre profesional creado y utilizado por la compañía estadounidense National Wrestling Alliance para Jim Crockett Promotions(JCP) y World Championship Wrestling (WCW). El campeonato comenzó a ser reconocido a partir del 28 de septiembre de 1986.

## Historia
El Campeonato en Parejas de los Estados Unidos de la NWA es un nombre usado para varios títulos en parejas secundarios utilizados por varios miembros de la National Wrestling Alliance (NWA) desde 1958. Se han promocionado al menos 10 versiones diferentes de los Campeonatos en Parejas de los Estados Unidos de la NWA en varias regiones de todo el mundo. los Estados Unidos, comenzando con la versión de Capitol Wrestling Corporation en 1958, hasta la versión de NWA Smokey Mountain Wrestling que está activa hasta 2017.
Los estatutos de la NWA permitían a cualquier miembro de la NWA, también conocidos como territorios de la NWA, crear y controlar su propia versión del Campeonato de Parejas de los Estados Unidos de la NWA. La versión más conocida del Campeonato de Parejas de Estados Unidos de la NWA fue la versión de Jim Crockett Promotions que más tarde se conoció como el Campeonato de Parejas de Estados Unidos de la WCW. Como es un campeonato de lucha libre profesional, no se gana ni se pierde competitivamente, sino por decisión de los bookers de una promoción de lucha libre. El título se otorga después de que el equipo elegido gana un combate para mantener la ilusión de que la lucha libre profesional es un deporte competitivo.
En 1986, Jim Crockett Promotions , con sede en Charlotte, Carolina del Norte, comenzó a expandir su territorio al absorber varios territorios de la NWA que habían tenido dificultades financieras. Como parte de la expansión, JCP presentó su versión del Campeonato de Parejas de EE . UU ., realizando un torneo de parejas de 10 equipos. Krusher Kruschev e Ivan Koloff derrotaron a los Kansas Jayhawks ( Dutch Mantell y Bobby Jaggers ) para convertirse en los campeones inaugurales. [18] [19] Más tarde, JCP se vendería a Ted Turner y se conocería como World Championship Wrestling , lo que llevó al campeonato a recibir el prefijo WCW.
A fines de la década de 1980, la NWA ya no era la organización poderosa que había sido entre 1948 y mediados de la década de 1980, y se convirtió en un conglomerado de promociones más pequeñas.
| Fecha         | Promoción                           | Notas                                                                          |
| ------------- | ----------------------------------- | ------------------------------------------------------------------------------ |
| 1950-1963     | Midwest Wrestling Association       | Retirado cuando la promoción se retiró                                         |
| 1958-1967     | Capitol Wrestling Corporation       | Se convirtió en el Campeonato de Parejas de Estados Unidos de la WWWF en 1963  |
| 1961-1986     | Championship Wrestling from Florida |                                                                                |
| 1962-1976     | NWA Mid-America                     |                                                                                |
| 1962-1980     | NWA Tri-State                       | Renombrado Campeonato Tri-State Tag Team de la NWA                             |
| 1965-1974     | Gulf Coast Championship Wrestling   |                                                                                |
| 1966-1967     | Big Time Wrestling                  |                                                                                |
| 1986-1992     | Jim Crockett Promotions             |                                                                                |
| 1996-2000     | NWA Jersey                          |                                                                                |
| 2014-2017     | NWA Smokey Mountain Wrestling       | rebautizado como Campeonato de Parejas de Estados Unidos de Innovate Wrestling |
| 2022-presente | National Wrestling Alliance         |                                                                                |

El 19 de julio de 2022, Billy Corgan anunció que la NWA está reviviendo el Campeonato de Parejas de los Estados Unidos después de casi cinco años de inactividad. Los nuevos campeones se determinarán en una Tag Team Battle Royal de 10 equipos durante la segunda noche del NWA 74th Anniversary Show el 28 de agosto en el Chase Park Plaza Hotel en St. Louis, Missouri. Los nuevos cinturones se revelarán la primera noche del 27 de agosto.

## Lista de campeones
† indica cambios no reconocidos por la National Wrestling Alliance
|                                           | Luchador                                               | N.º | Fecha                    | Días      | Show o evento                            | Notas y referencias |
| ----------------------------------------- | ------------------------------------------------------ | --- | ------------------------ | --------- | ---------------------------------------- | --- |
| Jim Crockett Promotions                   |                                                        |     |                          |           |                                          | |
| 1                                         | Ivan Koloff & Khrusher Kruschev                        | 1   | 28 de septiembre de 1986 | 72        | House Show                               | Derrotaron a The Kansas Jayhawks (Dutch Mantel & Bobby Jaggers) en la Final de un Torneo por los títulos. |
| 2                                         | Ron Garvin & Barry Windham                             | 1   | 9 de diciembre de 1986   | 95        | NWA Pro Wrestling                        | Emitido el 13 de diciembre de 1986. |
| 3                                         | Dick Murdoch & Ivan Koloff (2)                         | 1   | 14 de marzo de 1987      | 21        | World Championship Wrestling             | |
| -                                         | Vacante                                                | -   | 4 de abril de 1987       | -         | -                                        | Murdoch fue suspendido de la competencia en el ring por la NWA después de realizar un "Brainbuster" a Nikita Koloff sobre el piso de concreto y como resultado, Ivan Koloff & Murdoch fueron despojados de los títulos. |
| 4                                         | The Midnight Express (Bobby Eaton & Stan Lane)         | 1   | 16 de mayo de 1987       | 346       | World Championship Wrestling             | Derrotaron a Ron Garvin & Barry Windham en la Final de un Torneo por los títulos vacantes. |
| 5                                         | The Fantastics (Bobby Fulton & Tommy Rogers)           | 1   | 26 de abril de 1988      | 75        | World Wide Wrestling                     | Emitido el 14 de mayo de 1988. |
| 6                                         | The Midnight Express (Bobby Eaton(2) & Stan Lane(2))   | 2   | 10 de julio de 1988      | 62        | The Great American Bash 1988             | |
| -                                         | Vacante                                                | -   | 10 de septiembre de 1988 | -         | -                                        | La NWA dejó vacantes los títulos después de que Eaton & Lane ganaran los Campeonatos Mundiales en Parejas de la NWA. |
| 7                                         | The Fantastics (Bobby Fulton(2) & Tommy Rogers(2))     | 2   | 7 de diciembre de 1988   | 19        | Clash Of Champions IV: Season's Beatings | Derrotaron a Eddie Gilbert & Ron Simmons en la Final de un Torneo por los títulos vacantes. |
| 8                                         | The Varsity Club (Kevin Sullivan & Steve Williams)     | 1   | 26 de diciembre de 1988  | 64        | Starrcade                                | . |
| 9                                         | Eddie Gilbert & Rick Steiner                           | 1   | 28 de febrero de 1989    | 91 aprox. | World Wide Wrestling                     | Emitido el 18 de marzo de 1989. |
| _                                         | Desactivados                                           | -   | mayo de 1989             | -         | -                                        | La NWA abandonó los títulos después de que Gilbert & Steiner se separaran como equipo para que Rick pudiera formar equipo con su hermano Scott Steiner. Rick & Gilbert siguen siendo reconocidos como campeones a partir del 7 de mayo de 1989. |
| 10                                        | Brian Pillman & The Z-Man                              | 1   | 12 de febrero de 1990    | 96        | World Wide Wrestling                     | Derrotaron a The Fabulous Freebirds (Michael Hayes & Jimmy Garvin) en la Final de un Torneo por los títulos. Emitido el 24 de febrero de 1990. |
| 11                                        | The Midnight Express (Bobby Eaton(3) & Stan Lane(3))   | 3   | 19 de mayo de 1990       | 97        | Capital Combat                           | |
| 12                                        | The Steiner Brothers (Rick Steiner(2) & Scott Steiner) | 1   | 24 de agosto de 1990     | 225       | House Show                               | Durante este reinado, los títulos se renombraron a los Campeonatos de los Estados Unidos en Parejas de WCW. |
| -                                         | Vacante                                                | -   | 6 de abril de 1991       | -         | World Wide Wrestling                     | Anunciado el 6 de abril de 1991 por el portavoz de la Junta Directiva de WCW, Grizzly Smith, como resultado de que The Steiner Brothers ganaran los Campeonato Mundial en Parejas de WCW durante este reinado. |
| -                                         | Desactivado                                            | -   | 31 de julio de 1992      | -         | -                                        | En la edición del 4 de julio de 1992 de WCW Saturday Night, el vicepresidente Bill Watts anunció que la compañía buscaría consolidar los títulos Mundiales de WCW, NWA y de los Estados Unidos en Parejas para centrarse en un equipo campeón. Watts consideró que cualquier equipo que tuvieran los títulos de los Estados Unidos en Parejas a fines de julio sería el ganador final. Los títulos se desactivaron durante el reinado del título de Barbarian & Slater el 31 de julio de 1992. |
| National Wrestling Alliance/LightOne Inc. |                                                        |     |                          |           |                                          | |
| 13                                        | The Fixers (Jay Bradley & (Wrecking Ball Legursky)     | 1   | 28 de agosto de 2022     | 933+      | NWA 74th Anniversary Show                | The Fixers ganaron un 12 Team Battle Royal por los reactivados títulos. |

### Total de días con el título
La siguiente lista muestra el total de días que una equipo o una luchadora ha poseído el campeonato, si se suman todos los reinados que posee. Actualizado a la fecha del 18 de marzo de 2025.

#### Por equipos
| + | Indica a los campeones actuales                                                                       |
| ¤ | La duración exacta del reinado del título es incierta; la longevidad combinada puede no ser correcta. |

| N.º | Campeones                                          | Reinados | Días totales |
| --- | -------------------------------------------------- | -------- | ------------ |
| 1   | The Midnight Express (Bobby Eaton & Stan Lane)     | 3        | 505          |
| 2   | The Steiner Brothers (Rick & Scott)                | 1        | 225          |
| 3   | Brian Pillman & The Z-Man                          | 1        | 96           |
| 4   | Barry Windham & Ron Garvin                         | 1        | 95           |
| 5   | The Fantastics (Bobby Fulton & Tommy Rogers)       | 1        | 94           |
| 6   | Eddie Gilbert & Rick Steiner                       | 1        | 91           |
| 7   | Ivan Koloff & Khrusher Kruschev                    | 1        | 72           |
| 8   | The Varsity Club (Kevin Sullivan & Steve Williams) | 1        | 64           |
| 9   | Ivan Koloff & Dick Murdoch                         | 1        | 21           |

#### Por luchador
| + | Indica al campeón actual |

| N.º | Campeones         | Reinados | Días totales |
| --- | ----------------- | -------- | ------------ |
| 1   | Bobby Eaton       | 3        | 505          |
| 1   | Stan Lane         | 3        | 505          |
| 3   | Rick Steiner      | 2        | 316          |
| 4   | Scott Steiner     | 1        | 225          |
| 5   | Brian Pillman     | 1        | 96           |
| 5   | The Z-Man         | 1        | 96           |
| 7   | Barry Windham     | 1        | 95           |
| 7   | Ron Garvin        | 1        | 95           |
| 9   | Bobby Fulton      | 2        | 94           |
| 9   | Tommy Rogers      | 2        | 94           |
| 11  | Ivan Koloff       | 2        | 93           |
| 12  | Eddie Gilbert     | 1        | 91           |
| 13  | Khrusher Kruschev | 1        | 72           |
| 14  | Kevin Sullivan    | 1        | 64           |
| 14  | Steve Williams    | 1        | 64           |
| 16  | Dick Murdoch      | 1        | 21           |

### Mayor cantidad de reinados

#### Por equipos
| Reinados | Equipos              |
| -------- | -------------------- |
| 3 veces  | The Midnight Express |
| 2 veces  | The Fantastics       |

#### Por luchador
| Reinados | Luchador (es)                                         |
| -------- | ----------------------------------------------------- |
| 3 veces  | Bobby Eaton, Stan Lane                                |
| 2 veces  | Ivan Koloff, Bobby Fulton, Tommy Rogers, Rick Steiner |